# En Vandgang
En Vandgang er en dansk stumfilm fra 1915, der er instrueret af Lau Lauritzen Sr. efter manuskript af William Soelberg.

## Handling
Denne artikel mangler et handlingsreferat. Hjælp os med at skrive det.

## Medvirkende
- Oscar Stribolt - Partikulier Rørstrøm
- Nina Sommerfelt - Ida, Rørstrøms datter
- Lauritz Olsen - Den fattige Jonathan, Idas tilbeder
- Carl Schenstrøm - Løjtnant Piphans, Idas anden tilbeder
- Frederik Buch - Ole Havekarl